# Astragalus talagonicus
Astragalus talagonicus är en ärtväxtart som beskrevs av Pierre Edmond Boissier. Astragalus talagonicus ingår i släktet vedlar, och familjen ärtväxter. Inga underarter finns listade i Catalogue of Life.